# August Lehmann
August Lehmann (Zürich, 26 januari 1909 - 13 september 1973) was een Zwitsers voetballer die speelde als verdediger.

## Carrière
Lehmann maakte zijn debuut voor FC Zürich en speelde er zes seizoenen alvorens over te stappen naar Lausanne-Sport. Met Lausanne speelde hij twee keer kampioen in 1935 en 1936 en won de beker in 1935.
In 1937 vertrok hij naar Grasshopper met hen werd hij landskampioen in 1939 en won drie keer de beker in 1938, 1940, 1941.
Hij speelde 34 interlands voor Zwitserland waarin hij twee keer kon scoren. Hij nam met zijn land deel aan het WK 1938 in Frankrijk.

## Erelijst
- FC Lausanne-Sport
  - Landskampioen: 1935, 1936
  - Zwitserse voetbalbeker: 1935
- Grasshopper Club Zürich
  - Landskampioen: 1939
  - Zwitserse voetbalbeker: 1938, 1940, 1941